# ريتشارد بروكر
ريتشارد بروكر (بالإنجليزية: Richard Brooker)‏ هو ممثل بريطاني، ولد في 20 نوفمبر 1954 في إنجلترا في المملكة المتحدة، وتوفي في 8 أبريل 2013 في المملكة المتحدة.

## أعمال

### أفلام
- (1982) يوم الجمعة الثالث عشر الجزء الثالث

## وصلات خارجية
- ريتشارد بروكر على موقع IMDb (الإنجليزية)
- ريتشارد بروكر على موقع ألو سيني (الفرنسية)
- ريتشارد بروكر على موقع أول موفي (الإنجليزية)
- ريتشارد بروكر على موقع قاعدة بيانات الأفلام السويدية (السويدية)
- ريتشارد بروكر على موقع قاعدة بيانات الفيلم (الإنجليزية)
- ريتشارد بروكر على موقع كينوبويسك (الروسية)